# Quadrado (consular)
Quadrado (em latim: Quadratus) foi um oficial bizantino do século V, ativo durante o reinado do imperador Zenão (r. 474–475; 476–491). Segundo João Malalas, assumiu a posição de consular da Síria quando o oficial anterior, Talássio foi expulso de Antioquia pela facção Verde do hipódromo local.
Malalas descreve estes eventos em sua narrativa após descrever os acontecimentos de 488, o que indicaria uma data entre 488 e 491. Apesar disso, os autores da prosopografia do Império Romano Tardio consideram ser possível uma data diferente, pois sua obra é cronologicamente desorganizada.